# Бродек у Прерову
Бродек у Прерову (чеш. Brodek u Přerova) је насељено мјесто са административним статусом варошице (чеш. městys) у округу Преров, у Оломоуцком крају, Чешка Република.

## Становништво
Према подацима о броју становника из 2014. године насеље је имало 2.038 становника.